# Salutul vulcanian
„Salutul vulcanian” („The Vulcan Hello”) este primul episod al serialului TV Star Trek: Discovery. A avut premiera pe CBS  la 24 septembrie 2017, în aceeași zi cu al doilea episod. Este regizat de David Semel. Star Trek: Discovery continuă franciza Star Trek, noul serial având loc înaintea acțiunii din serialul original din 1966–69 și descrie războiul dintre Federația Unită a Planetelor și klingonieni.  Serialul prezintă echipajul navei spațiale USS Discovery și misiunile sale. Episodul a avut parte de recenzii pozitive care au lăudat în special interpretarea rolului locotenent-comandor Michael Burnham de către Sonequa Martin-Green precum și efectele vizuale.

## Prezentare
Serialul începe cu discursul unui klingonian neidentificat care se adresează unei largi adunări despre o viitoare amenințare - el vorbește despre "pornirea unui balize" și intenționează să unească cele 24 de case klingoniene pentru a lupta împotriva celor care spun că "venim în pace."
Căpitanul Philippa Georgiou și primul ofițer Michael Burnham de pe USS Shenzhou⁠(en)[traduceți] lucrează în secret pe o planetă relativ primitivă. Ele folosesc tehnologie avansată pentru a deschide un puț de apă care să permită locuitorilor nativi să supraviețuiască unei secete de 89 de ani.
La data stelară 1207.3 (11 mai 2256), echipajul investighează un releu interstelar deteriorat în spațiul îndepărtat și descoperă un obiect neidentificat într-o zonă inaccesibilă senzorilor. Deoarece echipajul de pe Shenzhou nu poate obține date clare datorită unui câmp de difuzie, prudentul ofițer științific Kelpien  Saru este de părere ca nava să părăsească zona, dar primul ofițer Michael Burnham iese într-un costum spațial pentru a cerceta în ciuda radiației periculoase. După ce pierde contactul cu nava ei din cauza interferențelor de comunicare, ea găsește o colecție a ceea ce pare a fi sculpturi de dimensiunea unei nave împreună cu un klingonian. Când klingonianul se îndreaptă spre ea, cu o armă, ea îl ucide. Ea este teleportată înapoi la navă pentru a i se trata radiația severă.
Adunarea klingoniană ține o slujbă în memoria tovarășului lor decedat Rejac, pe care-l numesc "purtător de torță" și jură răzbunare.
În timp ce Burnham este tratată, ea are o retrospectivă a copilăriei sale, în care tatăl ei adoptiv, vulcanianul Sarek, o consiliază în studiile sale despre culturile extraterestre. Acest lucru o face să se trezească și să întrerupă prematur tratamentul ei medical pentru a-o avertiza pe Georgiou dar și pe restul echipajului că a întâlnit un klingonian.  Ofițerul științific Saru sugerează că este confuză din cauza unei contuzii și îi spune să se întoarcă la compartimentul medical al navei. Georgiou o crede și fixează armele pe obiectul necunoscut ceea ce face să apară o navă klingoniană care se afla în stare de invizibilitate. Nava este de câteva ori mai mare decât Shenzhou. Klingonienii dezbat dacă să atace nava mai mică și dacă este în concordanța cu o profeție. Un nou purtător de torță, Voq, este ales de grup.
Flota Stelară  ordonă navei Shenzhou să mențină poziția și să nu ia niciun fel de măsuri până când nu sosesc întăriri - Shenzhou este singura linie de apărare dintre klingonieni și o colonie andoriană. Burnham deschide un canal prin subspațiu către tatăl ei. Cei doi discută despre comportamentul neobișnuit al klingonienilor și ajung la concluzia că un nou conducător a adu schimbări în cadrul Imperiului Klingonian. Acest lucru o determină pe Burnham să recomande căpitanului că nava Shenzhou să o atace pe cea klingoniană pentru a le câștiga respectul. Cele două discută despre standardele Federației și care ar fi modul corect de  a acționa. După ce Georgiou îi ordonă lui Burnham să renunțe la atac, Burnham o oprește pe Georgiou lăsând-o inconștientă printr-o metodă vulcaniană (cu mâna pe umăr). Apoi preia comanda navei și ordonă un atac asupra navei klingoniene, în timp ce echipajul este îngrijorat în privința căpitanului și a ierarhiei de comandă.  Căpitanul Georgiou  apare pe punte înainte de atac. Nava detectează o serie de semnături warp și câteva nave kingoniene mari apar înainte de terminarea episodului.

## Producție
Titlul episodului și un scurt rezumat au fost dezvăluite de către Paramount Television la 16 septembrie 2017, împreună cu un teaser trailer.

## Primire
Maureen Ryan de la revista Variety a considerat ca fiind slabe primele două episoade ale serialului, spunând că serialul "încă mai trebuie să dovedească că este un succesor demn al Generației următoare sau al Deep Space Nine. Dar există motive să sperăm că Discovery va fi o adăugire promițătoare la canonul 'Trek'... Primele trei ore ale Star Trek: Discovery au oferit o operă spațială și o bătălie interstelară rezonabile." Patrick Cooley de la cleveland.com a caracterizat primele două episoade ca fiind "dincolo de dezamăgire" și ca "o dezamăgire amară, afectată de dialog slab, povestire proastă și personaje de lemn, uimitor de stupide."